# Gastrimargus drakensbergensis
Gastrimargus drakensbergensis är en insektsart som beskrevs av Ritchie, J.M. 1982. Gastrimargus drakensbergensis ingår i släktet Gastrimargus och familjen gräshoppor. Inga underarter finns listade i Catalogue of Life.